# Ngan-Ha
Ngan-Ha est un village de la commune de Nganha située dans la Région de l'Adamaoua et le département de la Vina au Cameroun.

## Localisation et population
Le village Ngan-Ha se situe au centre de la commune de Nganha au sud du village Gangassaou et à proximité de la montagne de Nganha.
En 1967, Ngan-Ha comptait 1 403 habitants, principalement des Mboum. Cependant, lors du recensement de 2005, on y a dénombré 2 167 habitants, dont 1 087 de sexe masculin et 1 080 de sexe féminin, tandis que les diagnostics du Plan communal de développement (PCD) de la commune de Nganha, réalisé en 2013, ont permis de recenser 2 788 personnes dont 1 399 de sexe masculin et 1 390 de sexe féminin.

## Climat
Nganha bénéficie d'un climat tropical avec une température moyenne de 23,62 °C. Le mois de mars est le plus chaud de l'année avec une température moyenne de 24,6 °C tandis que janvier est le mois le plus froid avec une température moyenne de 21,5 °C. Cependant, cette température peut diminuer jusqu'à atteindre 12,8 °C en décembre, comme elle peut s'élever à 31,5 °C en février.
Concernant les précipitations, on note une variation de 291 mm tout au long de l'année entre 221 mm en août et 0 mm en décembre.

## Projets sociaux et économiques
Le Plan Communal de Développement de Ngan-Ha, élaboré en 2013 et validé par le Conseil Municipal Elargi aux Sectoriels (COMES), a proposé plusieurs projets productifs, sociaux, transversaux, et infrastructurels. Ces derniers visent l'amélioration des conditions de la commune. Ils concernent ainsi tous les villages et notamment Ngan-Ha.

### Projets sociaux
Il y avait cinq projets prioritaires, dont le coût estimatif total de 273 000 000 Francs CFA.On a planifié la construction d’un hôtel de ville, d’un télé-centre communautaire, d'un dalot sur la rivière Mara et d'un forage ainsi que l'équipement du CNJC.

### Projets économiques
Sur le plan économique, on a programmé la construction d'une aire d'abattage, d'un bloc de 06 boutiques communales et d'un magasin de stockage communal, ce qui devrait coûter 60 500 000 Francs CFA.